# シーグルズル・ノルダル
シーグルズル・ノルダル（アイスランド語: Sigurður Nordal, 原語の発音；シグルズル・ノルダル, 1886年9月14日 - 1974年9月21日）は、アイスランド人の学者であり、作家、詩人でもあった。
多くの人々によって書かれたアイスランド・サガの、文学作品としての理論を確立することにおいて、ノルダルは強い影響力を持っていた。また、アイスランド文化に関する彼の研究成果は、アイスランド国内の大学では標準的なテキストとして使用されている。21世紀初頭の時点でも、彼の研究とその理論は引き続き高い評価を受けている。
以下に、ノルダルの最も影響力を持つ研究成果のいくつかを挙げる。
Völuspá
『古エッダ』の『巫女の予言』に関する論文。
邦訳『巫女の予言 エッダ詩校訂本』 菅原邦城訳、東海大学出版会、1993年
Islenzk menning
アイスランド文化に関する本
Hrafnkatla
『フレイル神ゴジ・フラヴンケルのサガ』に関する論文